# Hirvijärvi (sjö i Finland, Södra Savolax, lat 62,35, long 26,97)
Hirvijärvi är en sjö i Finland. Den ligger i kommunen Pieksämäki i landskapet Södra Savolax, i den centrala delen av landet, 260 km norr om huvudstaden Helsingfors. Hirvijärvi ligger 124,4 meter över havet. Arean är 97,9 hektar och strandlinjen är 12,84 kilometer lång. Sjön  ingår i Kymmene älvs huvudavrinningsområde.   I omgivningarna runt Hirvijärvi växer i huvudsak blandskog.
I övrigt finns följande i Hirvijärvi:
- Talassaari (en ö)

I övrigt finns följande vid Hirvijärvi:
- Linnakivi (ett flyttblock)